# Gruppo hamiltoniano
In algebra, un gruppo di Dedekind è un gruppo in cui ogni sottogruppo è normale. 
Un gruppo hamiltoniano è un gruppo di Dedekind non abeliano.
Ad esempio il gruppo Q dei quaternioni di ordine 8 è di Dedekind.
Per i gruppi Hamiltoniano vale il seguente teorema (di Baer): Un gruppo è Hamiltoniano se e solo se G = A + B + C (somma diretta), ove A è il gruppo dei quaternioni, B è un 2-gruppo abeliano elementare e C è un gruppo abeliano periodico in cui tutti gli elementi hanno ordine dispari.